# Préfecture de Ouani
La préfecture de Ouani est une préfecture des Comores, sur l'île d'Anjouan. Elle se compose de quatre communes : Ouani, Barakani, Nyatranga et Tanambao.